# Schöninger Straße 31 (Magdeburg)

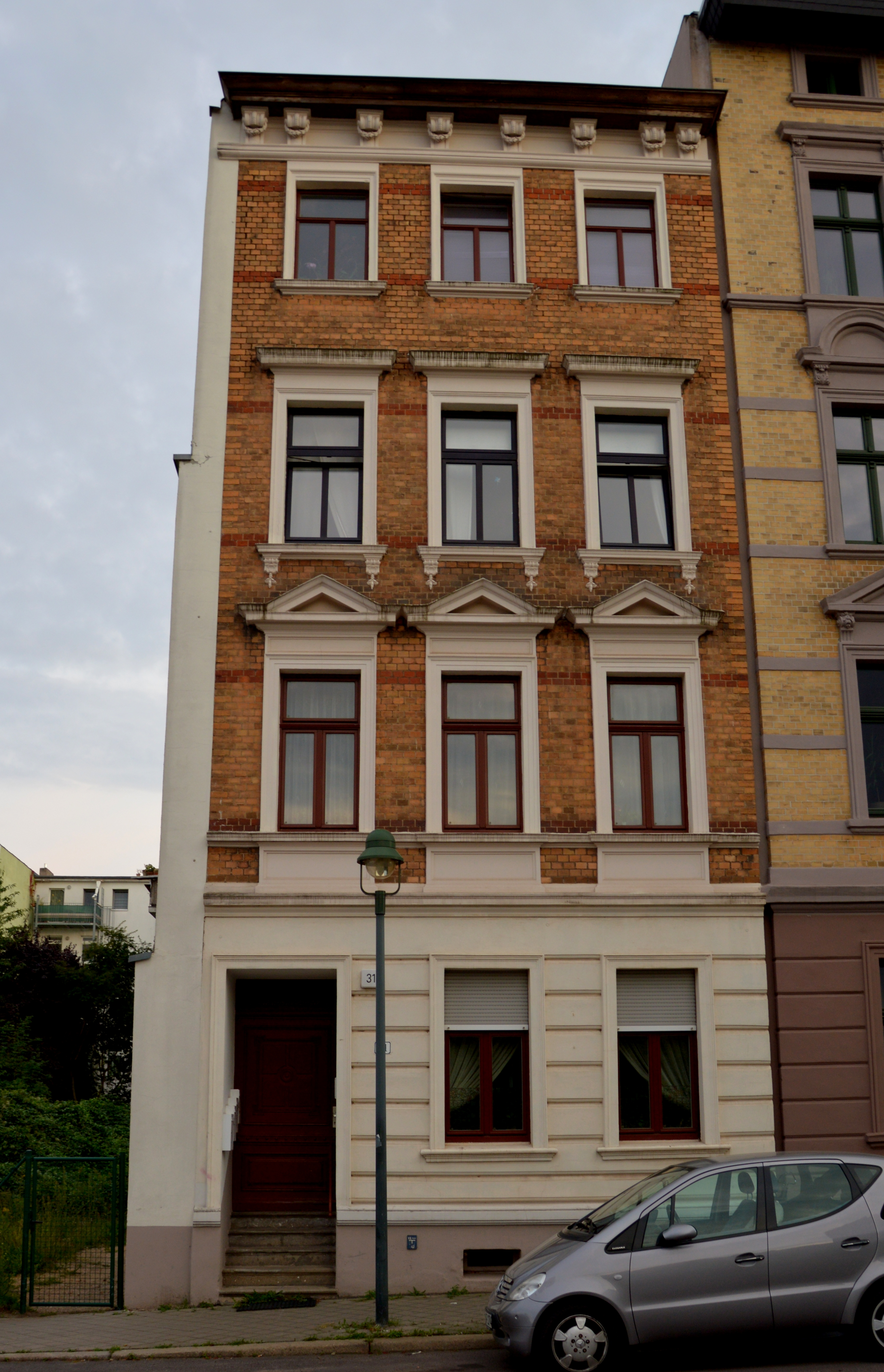
Schöninger Straße 31

Das Haus Schöninger Straße 31 ist ein denkmalgeschütztes Gebäude in Magdeburg in Sachsen-Anhalt.

## Lage
Es befindet sich auf der Südseite der Schöninger Straße im Stadtteil Sudenburg. Unmittelbar westlich grenzt das gleichfalls denkmalgeschützte Haus Schöninger Straße 30 an.

## Architektur und Geschichte
Das ungewöhnlich schmale Wohnhaus umfasst lediglich drei Achsen und entstand im Jahr 1894 durch den Privatier Herrmann Hupe. Die Fassade des viergeschossigen Baus ist im Stil der italienischen Neorenaissance gestaltet, wobei das Erdgeschoss rustiziert wurde. Die ziegelsichtigen Flächen der Fassade sind gelb und werden von horizontalen Streifen roten Ziegeln gegliedert. Die drei Fenster des ersten Obergeschosses werden von Dreiecksgiebeln bekrönt. Bedeckt wird das Gebäude von einem Flachdach. Auf der Westseite des Grundstücks befindet sich ein zugleich errichteter Seitenflügel.
Das Haus wird als Bestandteil eines teilweise erhaltenen gründerzeitlichen Straßenzuges als städtebaulich bedeutsam eingeschätzt und ist ein Beispiel für ein Mietshaus der Bauzeit mit einfachem Standard.
Im örtlichen Denkmalverzeichnis ist das Wohnhaus unter der Erfassungsnummer 094 82116 als Baudenkmal verzeichnet.